# ویلیام هگنباتوم
ویلیام هگنباتوم (به انگلیسی: William (Willy) A. Higginbotham) یک فیزیک‌دان آمریکایی بود که برای ساختن یکی از اولین بازی‌های رایانه‌ای با نام تنیس برای دو شناخته شده‌است.
او مدیر آزمایشگاه ملی بروکهیون بود و بازی تنیس برای دو را بر روی یک اسیلوسکوپ برای سرگرم کردن بازدید کنندگان به وجود آورد. او همچنین از اعضا گروه توسعه دهنده اولین بمب هسته‌ای بود که بعدها رهبر جنبش ایجاد پروتکل الحاقی به معاهده منع گسترش سلاح‌های هسته‌ای شد.